# Myrmecorhynchini
Myrmecorhynchini es una tribu de hormigas perteneciente a la subfamilia Formicinae. Actualmente se considera un sinónimo más moderno de Melophorini.

## Géneros
Contiene los siguientes géneros:
- Myrmecorhynchus - Notoncus - Pseudonotoncus